# Giro d'Italia femminile 1988
Il Giro d'Italia femminile 1988, prima edizione della corsa, si svolse dal 21 al 29 luglio 1988 in otto tappe più un cronoprologo iniziale, con partenza da Milano e arrivo a Roma. La vittoria andò all'italiana Maria Canins, che completò il percorso in 20h02'23", alla media di 38,973 km/h, precedendo l'australiana Elizabeth Hepple e la tedesca orientale Petra Rossner.
Fu organizzato dal Gruppo sportivo Piacente di Roma e dal Veloclub Donna Sport.

## Tappe
| Tappa  | Data      | Percorso                                | km  | Vincitrice di tappa | Leader cl. generale |
| ------ | --------- | --------------------------------------- | --- | ------------------- | ------------------- |
| Prol.  | 21 giugno | Milano > Milano                         | 1   | Petra Rossner       | Petra Rossner       |
| 1ª     | 22 giugno | Milano > Virgilio                       | 136 | Petra Rossner       | Petra Rossner       |
| 2ª     | 23 giugno | Mantova > Ferrara                       | 88  | Petra Rossner       | Petra Rossner       |
| 3ª     | 24 giugno | Comacchio > Misano Adriatico            | 106 | Jutta Niehaus       | Petra Rossner       |
| 4ª     | 25 giugno | Dogana > San Marino (Cron. individuale) | 14  | Maria Canins        | Petra Rossner       |
| 5ª     | 26 giugno | Misano Adriatico > Recanati             | 120 | Petra Rossner       | Petra Rossner       |
| 6ª     | 27 giugno | Mocaiana > Gubbio                       | 93  | Petra Rossner       | Petra Rossner       |
| 7ª     | 28 giugno | Gubbio > Sinalunga                      | 103 | Elizabeth Hepple    | Maria Canins        |
| 8ª     | 29 giugno | Civita Castellana > Roma                | 120 | Barbara Ganz        | Maria Canins        |
| Totale | Totale    | Totale                                  | 781 |                     |                     |

## Squadre e corridori partecipanti
Presero il via da Milano 135 atlete suddivise in 28 squadre, 13 italiane e 15 rappresentative nazionali straniere (Australia, Austria, Belgio, Cecoslovacchia, Cuba, Finlandia, Gran Bretagna, Messico, Repubblica Democratica Tedesca, Repubblica Federale Tedesca, Repubblica Popolare Cinese, Stati Uniti, Svezia, Svizzera e Ungheria).

## Dettagli delle tappe

### Prologo
- 21 giugno: Milano > Milano – 1 km

Un circuito svoltosi davanti all'Arena Civica di sera.
Risultati
| Pos. | Corridore     | Squadra | Tempo |
| ---- | ------------- | ------- | ----- |
| 1    | Petra Rossner | DDR     |       |
| 2    | Jutta Niehaus | FRG     |       |
| 3    | Katrin Ranger |         |       |

| Pos. | Corridore     | Squadra | Tempo |
| ---- | ------------- | ------- | ----- |
| 1    | Petra Rossner | DDR     |       |
| 2    | Jutta Niehaus | FRG     |       |
| 3    | Katrin Ranger |         |       |

### 1ª tappa
- 22 giugno: Milano > Virgilio – 136 km[8][9]

Risultati
| Pos. | Corridore      | Squadra    | Tempo    |
| ---- | -------------- | ---------- | -------- |
| 1    | Petra Rossner  | DDR        | 3h19'33" |
| 2    | Viola Paulitz  |            |          |
| 3    | Iveta Sitárová | Slovacchia |          |

### 2ª tappa
- 23 giugno: Mantova > Ferrara – 88 km[10]

Risultati
| Pos. | Corridore     | Squadra | Tempo    |
| ---- | ------------- | ------- | -------- |
| 1    | Petra Rossner | DDR     | 2h16'16" |
| 2    | Viola Paulitz |         |          |
| 3    | Mara Mosole   |         |          |

### 3ª tappa
- 24 giugno: Comacchio > Misano Adriatico – 106 km[10]

Risultati
| Pos. | Corridore     | Squadra | Tempo    |
| ---- | ------------- | ------- | -------- |
| 1    | Jutta Niehaus | FRG     | 2h50'33" |
| 2    | Paula Westher | Svezia  |          |
| 3    | Petra Rossner | DDR     |          |

### 4ª tappa
- 25 giugno: Dogana > San Marino (Cron. individuale) – 14 km[11]

Risultati
| Pos. | Corridore     | Squadra     | Tempo   |
| ---- | ------------- | ----------- | ------- |
| 1    | Maria Canins  | Verynet     | 30'31"  |
| 2    | Donna Gould   | Australia   | a 1'27" |
| 3    | Lisa Brambani | Regno Unito | a 2'16" |

| Pos. | Corridore       | Squadra | Tempo |
| ---- | --------------- | ------- | ----- |
| 1    | Petra Rossner   | DDR     | 9h11' |
| 2    | Maria Canins    | Verynet | a 9"  |
| 3    | Angela Kindling | DDR     | a 45" |

### 5ª tappa
- 26 giugno: Misano Adriatico > Recanati – 120 km[13]

Risultati
| Pos. | Corridore        | Squadra | Tempo    |
| ---- | ---------------- | ------- | -------- |
| 1    | Petra Rossner    | DDR     | 2h54'55" |
| 2    | Monica Bandini   |         | s.t.     |
| 3    | Roberta Bonanomi | Merate  | s.t.     |

| Pos. | Corridore        | Squadra | Tempo     |
| ---- | ---------------- | ------- | --------- |
| 1    | Petra Rossner    | DDR     | 11h54'56" |
| 2    | Maria Canins     | Verynet | a 19"     |
| 3    | Roberta Bonanomi | Merate  | ?         |

### 6ª tappa
- 27 giugno: Mocaiana > Gubbio – 93 km[15]

Risultati
| Pos. | Corridore      | Squadra     | Tempo    |
| ---- | -------------- | ----------- | -------- |
| 1    | Petra Rossner  | DDR         | 2h26'01" |
| 2    | Maria Blower   | Regno Unito | s.t.     |
| 3    | Imelda Chiappa | Merate      | s.t.     |

| Pos. | Corridore        | Squadra | Tempo   |
| ---- | ---------------- | ------- | ------- |
| 1    | Petra Rossner    | DDR     | ?       |
| 2    | Maria Canins     | Verynet | a 29"   |
| 3    | Roberta Bonanomi | Merate  | a 1'10" |

### 7ª tappa
- 28 giugno: Gubbio > Sinalunga – 103 km[16]

Risultati
| Pos. | Corridore        | Squadra   | Tempo    |
| ---- | ---------------- | --------- | -------- |
| 1    | Elizabeth Hepple | Australia | 2h34'53" |
| 2    | Maria Canins     | Verynet   | s.t.     |
| 3    | Petra Rossner    | DDR       | a 3'37"  |

| Pos. | Corridore        | Squadra   | Tempo   |
| ---- | ---------------- | --------- | ------- |
| 1    | Maria Canins     | Verynet   | ?       |
| 2    | Elizabeth Hepple | Australia | a 2'21" |
| 3    | Petra Rossner    | DDR       | a 3'10" |

### 8ª tappa
- 29 giugno: Civita Castellana > Roma – 120 km[18]

Risultati
| Pos. | Corridore        | Squadra  | Tempo    |
| ---- | ---------------- | -------- | -------- |
| 1    | Barbara Ganz     | Svizzera | 3h04'29" |
| 2    | Monica Bandini   |          | a 1'42"  |
| 3    | Roberta Bonanomi | Merate   | a 1'42"  |

| Pos. | Corridore        | Squadra   | Tempo     |
| ---- | ---------------- | --------- | --------- |
| 1    | Maria Canins     | Verynet   | 20h02'23" |
| 2    | Elizabeth Hepple | Australia | a 2'21"   |
| 3    | Petra Rossner    | DDR       | a 3'10"   |

## Classifiche finali

### Classifica generale - Maglia rosa
| Pos. | Corridore        | Squadra   | Tempo     |
| ---- | ---------------- | --------- | --------- |
| 1    | Maria Canins     | Verynet   | 20h02'23" |
| 2    | Elizabeth Hepple | Australia | a 2'21"   |
| 3    | Petra Rossner    | DDR       | a 3'10"   |
| 4    | Roberta Bonanomi | Merate    | a 4'12"   |
| 5    | Donna Gould      | Australia | a 5'09"   |
| 6    | Angela Kindling  | DDR       | a 5'16"   |
| 7    | Ines Varenkamp   | FRG       | a 5'20"   |
| 8    | Marie Höljer     | Svezia    | a 5'??"   |
| 9    | ?                | ?         | ?         |
| 10   | ?                | ?         | ?         |